# Delphacodes marginicornis
Delphacodes marginicornis är en insektsart som först beskrevs av Fowler 1905.  Delphacodes marginicornis ingår i släktet Delphacodes och familjen sporrstritar. Inga underarter finns listade i Catalogue of Life.